# Nebrioporus mascatensis
Nebrioporus mascatensis là một loài bọ cánh cứng trong họ Bọ nước.
Loài này được Régimbart miêu tả khoa học đầu tiên năm 1897.. Chúng phân bố ở châu Âu đến châu Á.